# Blacksche Gleichung

Schema Integrierter Schaltkreis mit elektrischen Leiterbahnen aus Kupfer (Cu). In anderen Fertigungstechnologien kommen aber auch Leiterbahnen, Vias und Barriereschichten aus anderen Materialien, wie Aluminium, Wolfram, Tantal, Tantalnitrid usw. zum Einsatz

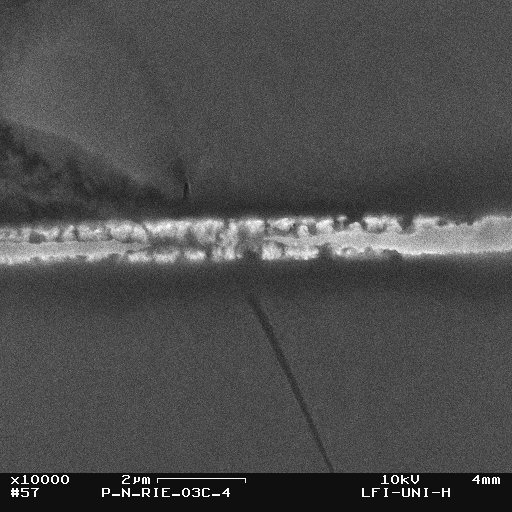
Void-Bildung durch Elektromigration (EM-Bild)

Die blacksche Gleichung gibt die mittlere Ausfallzeit (MTTF: englisch mean time to failure) einer Leiterbahn aufgrund von Schädigungen durch Elektromigration in Abhängigkeit von der Temperatur und der elektrischen Stromdichte an. Mit ihr lassen sich Lebensdauern von Leiterbahnen in integrierten Schaltungen (ICs), die unter Einfluss von erhöhter Temperatur und erhöhter Stromdichte getestet worden sind, auf Lebensdauern unter realen Bedingungen extrapolieren. Die Gleichung wurde in den 1960er Jahren von James R. Black aufgestellt und wird mit einigen erfolgten Anpassungen bis heute verwendet.

## Hintergrund
Integrierte Schaltungen müssen in der Lage sein, zuverlässig über Jahre oder sogar Jahrzehnte zu funktionieren. Computer, wie sie gewöhnlich auf dem Markt erhältlich sind, sollten nach Möglichkeit 40.000 bis 60.000 Stunden (5 bis 7 Jahre) und im Militärbereich/Avionik viele hunderttausend Stunden (50 Jahre) ohne Ausfall funktionieren. Es ist daher nicht sinnvoll, diese unter Betriebsbedingungen zu testen und darauf zu warten, dass ein statistisch signifikanter Teil der Proben ausfällt. Um in der Lage zu sein, mit möglichst geringem Zeitaufwand nützliche Informationen über die durch Elektromigration begrenzte Lebenszeit zu gewinnen, werden die Experimente unter beschleunigenden Bedingungen durchgeführt. Erreicht wird dies durch Erhöhung der Stromdichte und der Umgebungstemperatur. Typische Werte für die Temperatur sind 175 bis 300 °C und für eine Stromdichte von 106 bis 107 A/cm². Diese Stresskombination verringert die Ausfallzeit von Jahren auf Wochen oder sogar Tage. Die Lebenszeit unter normalen Betriebsbedingungen kann dann mit der Blackschen Gleichung extrapoliert werden.
Die Bestimmung des Ausfallskriteriums stellt eine weitere Schwierigkeit dar. Man kann hierfür den Totalausfall der Leitung, eine bestimmte Widerstandsänderung oder den Kurzschluss zweier benachbarter Leitungen wählen.

## Mittlere Ausfallzeit
Es werden jeweils N Tests mit einer Leiterbahnart bei unterschiedlichen Stresstemperaturen und/oder Stromdichten durchgeführt. Die Ausfallzeiten mehrerer Tests bei gleichen Bedingungen sind etwa logarithmisch normalverteilt. Daher kann die mittlere Ausfallzeit aus den einzelnen Ausfallzeiten {\displaystyle t_{\;\!\!f}(i)} über
{\displaystyle t_{50}=\exp \left({\overline {\ln t_{\;\!\!f}(i)}}\right)}
berechnet werden. Hierbei durchläuft i alle Proben von 1 bis N.

## Blacksche Gleichung
Für viele Metalle findet man empirisch folgenden Zusammenhang:
{\displaystyle t_{50}=A\cdot j^{\mathbf {-n} }\exp \left({\frac {E_{\mathrm {A} }}{k\cdot T}}\right)}
{\displaystyle A}, {\displaystyle n} und {\displaystyle E_{A}} sind Anpassungsparameter, {\displaystyle j} die Stromdichte, {\displaystyle k} die Boltzmann-Konstante und {\displaystyle T} die Temperatur.
{\displaystyle E_{A}} kann als Aktivierungsenergie des geschwindigkeitsbestimmenden Schrittes für das Entstehen der Schädigungen gedeutet werden, übliche Werte liegen bei 0,8 bis 1,3 eV.
Der Exponent {\displaystyle n} ist abhängig von der verwendeten Stromdichte, der Streifentemperatur (hauptsächlich dem Temperaturgradienten), der Geometrie der Leiterbahn und dem Leiterbahnmaterial. In der Literatur findet man Werte zwischen 1 und 7. In der ursprünglichen von Black veröffentlichten Form der Gleichung ist {\displaystyle n=2}. Dieser Wert ist zu erwarten, wenn die Keimbildung der Schädigungen geschwindigkeitsbestimmend ist. Falls hingegen das Wachstum der Schädigungen geschwindigkeitsbestimmend ist, erwartet man eher {\displaystyle n=1}.